# Erching
Erching é uma comuna francesa na região administrativa de Grande Leste, no departamento de Mosela. Estende-se por uma área de 6,76 km². Em 2010 a comuna tinha 433 habitantes (densidade: 64,1 hab./km²).